# Mario Roberto Álvarez
Mario Roberto Álvarez (* 14. November 1913 in Buenos Aires; † 5. November 2011 ebenda) war ein argentinischer Architekt. Er galt als einflussreicher Vertreter der modernen Architektur in Argentinien.

## Leben
Álvarez studierte zunächst am Colegio Nacional de Buenos Aires und ab 1932 an der Universidad de Buenos Aires; 1936 graduierte er mit Auszeichnung. Sein erster Entwurf war 1937 ein Krankenhaus für die private Grupo Medical San Martín im Vorort San Martín. 1938 erhielt er ein Stipendium seiner ehemaligen Universität, das es ihm erlaubte, in Belgien, Frankreich, Deutschland, Italien, den Niederlanden und in Großbritannien zu arbeiten und zu studieren; er besuchte 115 Städte. Während dieser Zeit sammelte er Erfahrung im Bau von öffentlichen Gebäuden und Krankenhäusern.
1939 kehrte er nach Argentinien zurück und wurde 1942 zum Direktor für Architektur im Partido Avellaneda ernannt. Zusammen mit Leonardo Kopiloff and Eduardo T. Santoro gründete er 1947 das Büro MRA. Der erste größere Entwurf des Architektenbüros war für das Teatro General San Martín. 1960 fertiggestellt, sicherte der Entwurf einen weiteren Auftrag für das benachbarte Centro Cultural General San Martín, das 1970 eingeweiht wurde.

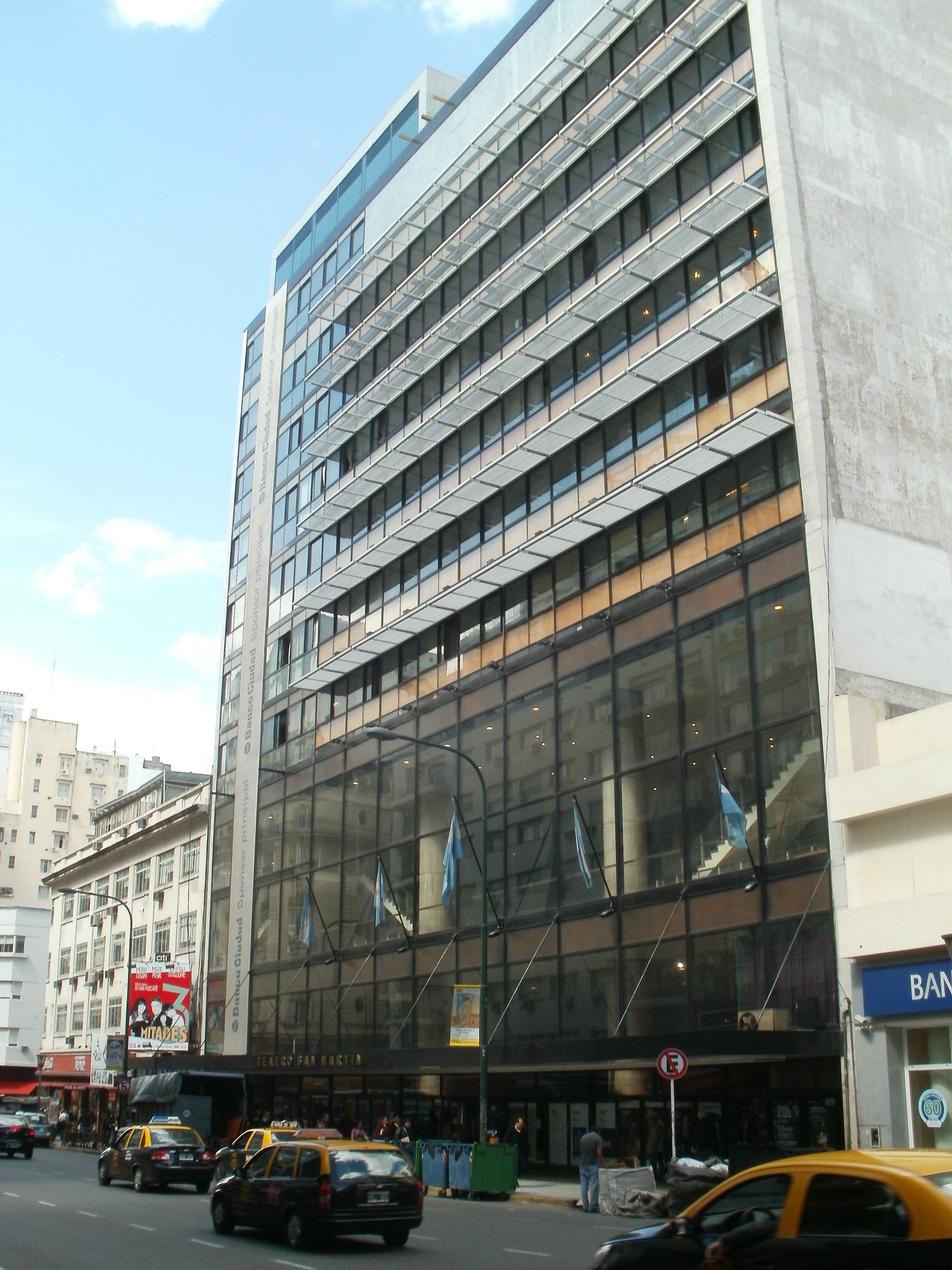
Teatro General San Martin

Andere bekannte Bauten von Álvarez sind u. a. der Túnel subfluvial Raúl Uranga – Carlos Sylvestre Begnis, ein Tunnel unter dem Río Paraná in der Provinz Entre Ríos, die Werkstätten für das Teatro Colón, der Hauptfirmensitz für SOMISA, einen staatseigenen Stahlkonzern, das Salto-Grande-Wasserkraftwerk und zahlreiche Bürogebäude, darunter der Anbau für die Wertpapierbörse von Buenos Aires und die Büros für die Lateinamerika-Division von IBM. In Punta del Este, einem Badeort in Uruguay, baute er mehrere Privathäuser und Hotels. 1976 wurde Álvarez in das American Institute of Architects als Ehrenmitglied aufgenommen.
Während der Wirtschaftskrise in den 1980er Jahren ließ die Nachfrage nach, und Álvarez entwarf, als Spende, das neue Gebäude für das Leloir-Institut. Weitere von ihm entworfene Bauwerke aus jenem Jahrzehnt sind das American-Express-Gebäude an der Plaza General San Martín und das „Costa Galana Hotel“ (Mar del Plata). In den 1990ern kamen die Wertpapierbörse von Rosario hinzu, der Torre Le Parc in Buenos Aires, das Buenos Aires Hilton und das Hauptquartier von Microsoft Lateinamerika, dazu zahlreiche Hochhäuser in den Stadtteilen Recoleta und Palermo.
2003, quasi zu seinem 90. Geburtstag, erhielt er einen Preis für die Umgestaltung des Nordbezirkes in Osaka, Japan. Der Bau des neuen Firmensitzes für die Galicia-Finanzgruppe im Stadtteil San Nicolás sorgte für Kontroversen, als dafür ein historisches Gebäude abgerissen wurde. In Córdoba baute Álvarez das neue Flughafen-Terminal, in Rosario den „Torre Aqualina“, in Buenos Aires - La Boca ein Gebäude für die Fundacíon Proa und in Bariloche das Hilton-Hotel, das in einen Berg hineingebaut wurde.

## Ehrungen und Auszeichnungen
- Ehrenmedaille des Colegio Nacional de Buenos Aires
- Ehrenmedaille der Universidad de Buenos Aires